# Qualificazioni al Campionato africano maschile di pallacanestro 2017
Le qualificazioni per il Campionato africano di pallacanestro maschile 2017 misero in palio quattordici posti per gli Campionati africani 2017 che si sono tenuti a Tunisi e a Dakar.

## Squadre Qualificate e Gruppi
Le sedici squadre qualificate sono le seguenti:
| N  | Squadra            | Qualificata come                       | Presenze Fasi finali | Ultima Presenza |
| -- | ------------------ | -------------------------------------- | -------------------- | --------------- |
| 1  | Nigeria            | 1º posto FIBA Africa Championship 2015 | 19                   | 2015            |
| 2  | Tunisia            | Vincitori Zona 1                       | 22                   | 2015            |
| 3  | Senegal            | Vincitori Zona 2                       | 9                    | 2015            |
| 4  | Costa d'Avorio     | Vincitori Zona 3                       | 23                   | 2015            |
| 5  | Camerun            | Vincitori Zona 4 Gruppo 1              | 9                    | 2015            |
| 6  | RD del Congo       | Vincitori Zona 4 Gruppo 2              | 7                    | 2007            |
| 7  | Egitto             | Vincitori Zona 5                       | 23                   | 2015            |
| 8  | Angola             | Vincitori Zona 6 e 7 Gruppo 1          | 20                   | 2015            |
| 9  | Mozambico          | Vincitori Zona 6 e 7 Gruppo 2          | 13                   | 2015            |
| 10 | Marocco            | Secondi classificati Zona 1            | 20                   | 2015            |
| 11 | Mali               | Secondi classificati Zona 2            | 19                   | 2015            |
| 12 | Uganda             | Secondi classificati Zona 5            | 2                    | 2015            |
| 13 | Sudafrica          | Vincitori Playoff Zona 6 e 7           | 9                    | 2011            |
| 14 | Ruanda             | Wild Card                              | 5                    | 2013            |
| 15 | Guinea             | Wild Card                              | 5                    | 1985            |
| 16 | Rep. Centrafricana | Torneo Qualificazione                  | 19                   | 2015            |

## Eliminatorie Zona I
| Squadra | P.ti | G | V | P | PF  | PS  | DP  |
| ------- | ---- | - | - | - | --- | --- | --- |
| Tunisia | 4    | 2 | 2 | 0 | 301 | 257 | +44 |
| Marocco | 3    | 2 | 1 | 1 | 277 | 287 | -10 |
| Algeria | 2    | 2 | 0 | 2 | 275 | 304 | -39 |

## Eliminatorie Zona II
| Squadra    | P.ti | G | V | P | PF  | PS  | DP  |
| ---------- | ---- | - | - | - | --- | --- | --- |
| Senegal    | 8    | 6 | 4 | 2 | 392 | 401 | -9  |
| Mali       | 7    | 6 | 3 | 3 | 395 | 339 | +56 |
| Guinea     | 7    | 6 | 3 | 3 | 345 | 366 | -21 |
| Capo Verde | 6    | 6 | 2 | 4 | 370 | 396 | -26 |

Wild card a  Guinea.

## Eliminatorie Zona III
| Squadra        | P.ti | G | V | P | PF  | PS  | DP  |
| -------------- | ---- | - | - | - | --- | --- | --- |
| Costa d'Avorio | 7    | 4 | 4 | 0 | 272 | 212 | +60 |
| Burkina Faso   | 4    | 4 | 1 | 3 | 222 | 254 | −32 |
| Benin          | 4    | 4 | 1 | 3 | 219 | 247 | −28 |

## Eliminatorie Zona IV
| Squadra | P.ti | G | V | P | PF  | PS  | DP  |
| ------- | ---- | - | - | - | --- | --- | --- |
| Camerun | 4    | 2 | 2 | 0 | 143 | 127 | +16 |
| Ciad    | 4    | 3 | 2 | 1 | 214 | 177 | +37 |
| Gabon   | 3    | 3 | 0 | 3 | 167 | 220 | −53 |

| Squadra            | P.ti | G | V | P | PF  | PS  | DP  |
| ------------------ | ---- | - | - | - | --- | --- | --- |
| RD del Congo       | 3    | 2 | 1 | 1 | 161 | 144 | +17 |
| Rep. Centrafricana | 3    | 2 | 1 | 1 | 144 | 161 | −17 |

Wild card a  Rep. Centrafricana.

## Eliminatorie Zona V
| Squadra       | P.ti | G | V | P | PF  | PS  | DP  |
| ------------- | ---- | - | - | - | --- | --- | --- |
| Egitto        | 6    | 3 | 3 | 0 | 259 | 194 | +65 |
| Ruanda        | 5    | 3 | 2 | 1 | 237 | 223 | +14 |
| Sudan del Sud | 4    | 3 | 1 | 2 | 224 | 243 | -19 |
| Kenya         | 3    | 3 | 0 | 3 | 173 | 233 | -60 |

| Squadra | P.ti | G | V | P | PF  | PS  | DP  |
| ------- | ---- | - | - | - | --- | --- | --- |
| Uganda  | 4    | 2 | 2 | 0 | 193 | 126 | +67 |
| Burundi | 3    | 2 | 1 | 1 | 150 | 182 | -32 |
| Somalia | 2    | 2 | 0 | 2 | 155 | 190 | -35 |

Wild card a  Ruanda.

## Eliminatorie Zona VI-VII
| Squadra   | P.ti | G | V | P | PF  | PS  | DP  |
| --------- | ---- | - | - | - | --- | --- | --- |
| Angola    | 4    | 2 | 2 | 0 | 166 | 105 | +61 |
| Sudafrica | 3    | 2 | 1 | 1 | 143 | 142 | +1  |
| Zambia    | 2    | 2 | 0 | 2 | 109 | 171 | -62 |

| Squadra   | P.ti | G | V | P | PF  | PS  | DP  |
| --------- | ---- | - | - | - | --- | --- | --- |
| Mozambico | 4    | 2 | 2 | 0 | 165 | 133 | +32 |
| Zimbabwe  | 2    | 2 | 0 | 2 | 133 | 165 | -32 |